# Demotape (Bushido-Album)

Bushidos Logo

Das Demotape ist das erste Soloalbum des Rappers Bushido, der dies im Jahr 1999 veröffentlichte und privat vertrieb, indem er einzelne Kassetten an Freunde und Bekannte verteilte. Insgesamt existierten damals nur 50 bis 100 Exemplare; das Album wurde jedoch im Jahr 2005 über Bushidos Label ersguterjunge in Kombination mit dem Tape King of Kingz erneut veröffentlicht.

## Produktion
Bushido produzierte das gesamte Album mit einfachen Mitteln in seinem Kinderzimmer. Er verwendete das Programm Audiogalaxy, um Samples zu suchen. Bei dem Song The Crew wurde dasselbe Sample benutzt, das auch Samy Deluxe ein Jahr zuvor auf seinem Song „Eimbush Stylee“ verwendet hatte.

## Gastbeiträge
Insgesamt finden sich auf dem Album sechs verschiedene Gastinterpreten. Vader, der Bushido erst zum Rap gebracht hatte, findet sich auf dem Tape insgesamt viermal. Auch King Orgasmus One, mit dem Bushido das Label I Luv Money Records gründete und der zusammen mit Bushido und Bass Sultan Hengzt in der Hip-Hop-Crew Berlins Most Wanted war, findet sich auf zwei Tracks des Albums. Alle Gastbeiträge stammen von Rappern, mit denen Bushido auch privat sehr viel zu tun hatte und mit denen er auch schon vor der Produktion des Albums zu tun hatte. Bushido hatte den Rappern auch schon vor der Produktion des Albums Beats gebaut und so hatten sie zum Teil auch schon zuvor zusammengearbeitet.

## Titelliste
| #  | Titel                                                     | Länge |
| -- | --------------------------------------------------------- | ----- |
| 1  | Intro                                                     | 1:29  |
| 2  | Schlangen                                                 | 3:30  |
| 3  | Illusion (feat. Fabrice)                                  | 5:09  |
| 4  | Westliche Kammer (feat. Vader)                            | 5:29  |
| 5  | Es tut weh                                                | 3:21  |
| 6  | Ich würde...                                              | 4:23  |
| 7  | 10 vor 12 (feat. Vader)                                   | 3:16  |
| 8  | The Crew (feat. Vader)                                    | 4:25  |
| 9  | Neues Kapitel                                             | 3:43  |
| 10 | Sei ehrlich                                               | 3:34  |
| 11 | Allstars (feat. DMC, Fabrice, Vader)                      | 4:50  |
| 12 | West-Berlin Untergrund (feat. Orgasmus)                   | 4:25  |
| 13 | Auf der Jagd (feat. Orgasmus)                             | 4:06  |
| 14 | Prolletik Poetik (feat. Tanga-Lili, Orgasmus, Frauenarzt) | 5:19  |
| 15 | Outro                                                     | 1:28  |

## Trivia
Drei Songs hießen auf der Ausgabe von 1999 anders: „Westliche Kammer“ hieß ursprünglich „Der Weg des Kriegers“, „10 vor 12“ hieß „Worum es geht?!“ und „Allstars“ hieß „La Force“. „Frauenarzt“ nannte sich in der ersten Ausgabe noch „Günny“ und „Orgasmus“ nannte sich „Ohrgasmus“. „Prolletik Poetik“ war auf der Version von 2005 nicht mehr vorhanden und hieß auf der 2003er Version „Süd Rap stars“. Ein Exemplar fiel durch Zufall Danny Bockelmann in die Hände, der auf späteren Alben unter dem Namen D-Bo eng mit Bushido kooperierte und mit ihm zusammen das Label ersguterjunge gründete.